# Tiquadra ochreata
Tiquadra ochreata är en fjärilsart som beskrevs av László Anthony Gozmány. Tiquadra ochreata ingår i släktet Tiquadra och familjen äkta malar. Inga underarter finns listade i Catalogue of Life.